# Maling Peak
Maling Peak är en bergstopp i Antarktis. Den ligger i Sydorkneyöarna. Argentina och Storbritannien gör anspråk på området. Toppen på Maling Peak är 430 meter över havet, eller 163 meter över den omgivande terrängen. Bredden vid basen är 0,82 km. Maling Peak ligger på ön Coronation Island.
Terrängen runt Maling Peak är varierad. Havet är nära Maling Peak söderut. Trakten är obefolkad. Det finns inga samhällen i närheten. 